# Dinamički električni otpor
Pojam električnog otpora, kako ga definira Ohmov zakon, može se primijeniti na takozvane linearne elektroničke elemente, prije svega otpornike kod kojih su napon i struja uvijek u linearnom odnosu, a kvocijent kojih je upravo vrijednost električnog otpora. U linearne elemente ubrajaju se i električni kondenzatori te električne zavojnice bez feromagnetske jezgre, gdje su izmjenični napon i struja također u linearnom odnosu, a njihov kvocijent određuje električnu reaktanciju kondenzatora, odn. zavojnice.
Za razliku od linearnih elektroničkih elemenata, elektronske cijevi i poluvodiči nemaju linearni odnos napona i struje te ih nazivamo nelinearnim elektroničkim elementima.

## Nelinearni elementi
Za nelinearne elemente je karakteristično da električna struja kroz nelinearni element nije proporcionalna električnom naponu koji se pojavljuje na odgovarajućim elektrodama, odnosno da im U/I karakteristika nije linearna kao što je to vidljivo na primjer na U/I karakteristici Zener diode (slika desno). Propustno orijentirana Zener dioda uz napon na diodi od U=0,65 V propušta struju veličine 1 mA. Podatak o omjeru napona i struje ne govori ništa o samoj diodi jer već za samo malo veći napon dioda propušta višestruko veću struju. Zato se kod nelinearnih elemenata pri razmatruju istosmjernih struja i napona u pravilu govori o radnim točkama na karakteristici gdje omjer napona i struje ne predstavlja neki električni otpor. Za potrebe analize električnih krugova s nelinearnim elementima definiran je zato pojam dinamičke električne vodljivosti i dinamičkog električnog otpora u radnoj točki nekog elementa.

## Dinamička električna vodljivost
Dinamička električna vodljivost razmatra se pri malim promjenama napona i struja u okolini radne točke. Iz primjera prema slici vidljivo je da su to male promjene u okolini točke U=0,65V, I=1 mA, gdje se radna točka kreće duž U/I karakteristike Zener diode. Iz geometrijskih odnosa na karakteristici očito je da će se za dovoljno male promjene napona i struje radna točka pomicati po tangenti na krivulju povučenu iz radne točke. Kako je nagib tangente na krivulju sukladno prikazu karakteristike određen kao:
{\displaystyle k={\frac {di}{du}}}
evidentno je da nagib tangente na krivulji grafički odgovara međusobnom omjeru malih promjena struja i napona koje su jednake za jednak nagib krivulje. Kako omjer struje i napona općenito predstavlja vodljivost, ovakva vrst vodljivosti nelinearnog elementa za male pomake radne točke, odn. za male promjene napona i struje, naziva se dinamička električna vodljivost u radnoj točki:
{\displaystyle G_{D}={\frac {di}{du}}}
Dinamička vodljivost, razmatrajući karakteristiku nekog nelinearnog elementa, općenito može biti različita za svaku točku karakteristike u nekom njezinom dijelu, a za pojedine dijelove karakteristike može biti i praktički konstantna. Opažamo da je u vodljivom području diode (I kvadrant karakteristike) do napona otprilike U=0,4 V vodljivost diode zanemariva, a da iza toga eksponencijalno raste. Nasuprot tome, u zapornom području (III kvadrant karakteristike) postoji praktički konstantna i vrlo velika vodljivost u radnom području Zener diode za napon veći od -17,1 V (veći u apsolutnom smislu).

## Dinamički električni otpor
Dinamički električni otpor bit će u smislu malih pomaka radne točke određen recipročnom vrijednosti dinamičke vodljivosti, odnosno:
{\displaystyle R_{D}={\frac {1}{G_{D}}}={\frac {du}{di}}\,}
Na taj način će u zapornom, radnom, području Zener dioda imati vrlo mali dinamički električni otpor, a u propustnom će dinamički električni otpor biti vrlo velik do napona na diodi kojih U=0,4 V, a za napone na diodi veće od 0,4 V dinamički električni otpor će se eksponencijalno smanjivati.

## Značaj
Razmatranje dinamičkih električnih otpora i vodljivosti od prvorazrednog je značaja u dinamičkoj analizi svojstava svih vrsta pojačala te drugih sličnih električnih krugova i mreža s nelinearnim elementima 